# Primavera Sound (Portugal)
O Primavera Sound Porto (anteriormente NOS Primavera Sound até 2022) é o homólogo português do festival Primavera Sound que se celebra em Barcelona desde 2001. 
O cartaz do Primavera Sound Porto conta com uma ampla seleção de artistas internacionais, com uma significativa representação do panorama musical português. A linha artística segue as mesmas diretrizes do evento musical barcelonês, que se distingue pela variedade de estilos e pela aposta em novas bandas, destacando tanto o panorama local como artistas internacionais, com longas e respeitadas carreiras.
Depois do sucesso da quarta edição, o Primavera Sound Porto é já  uma parada obrigatória no panorama de festivais europeus. A excelente localização geográfica, as boas vias de comunicação da cidade com o resto da Europa e do Mundo e a distinção do festival no panorama musical português contribui para o crescimento da cidade, na sua projeção enquanto capital cultural e para a sua dinamização internacional como destino turístico.

## Edições

### 2012
A primeira edição do festival Optimus Primavera Sound foi um verdadeiro sucesso. Durante os três dias do festival (de 7 a 10 de Junho) passaram pelo Parque da Cidade mais de 70 mil pessoas, das quais mais de 60% provenientes de países estrangeiros, de mais de 40 nacionalidades diferentes.
Entre os vários factores de sucesso do festival encontra-se a qualidade do cartaz, responsável por grandes actuações como os Suede, The Flaming Lips, Rufus Wainwright, Wilco ou Yo La Tengo que passaram e marcaram a cidade do Porto.

### 2013
A segunda edição do Optimus Primavera Sound ficou marcada pelo crescimento do festival a nível nacional e internacional. De 30 de Maio a 1 de Junho de 2013 passaram pelo Parque da Cidade mais de 72 mil pessoas, das quais cerca de 35.000 eram provenientes de países estrangeiros, com mais de 40 nacionalidades representadas no festival.
Em 2013 destaque para o arrebatador concerto de Nick Cave & The Bad Seeds, a invulgar pop electrónica do britânico James Blake, o regresso aos palcos das irmãs Deal à frente das The Breeders, o portentoso grupo californiano Local Natives ou a pop mais-que-perfeita de Grizzly Bear. O momento épico do festival aconteceu naturalmente com os Blur, num concerto que combinou os grandes hits com temas menos óbvios, mas não menos empolgantes.

### 2014
A terceira edição do NOS Primavera Sound consolidou o festival como uma das principais referências europeias da música alternativa mundial. Numa edição memorável, com mais de 76 mil pessoas de 40 nacionalidades distintas, o NOS Primavera Sound 2014 ouviu- se um pouco por toda a cidade estendendo pela primeira vez o conceito com a realização do Primavera Nas Virtudes.
A variedade estilística do cartaz teve como grandes destaques o rapper norteamericano Kendrick Lamar, a lenda da música brasileira Caetano Veloso, que revisitou em palco a sua longa carreira, os inúmeros hits indie rock dos Pixies, o espectacular regresso aos concertos dos britânicos Slowdive e da banda de culto Neutral Milk Hotel, a actuação dos americanos The National e o post rock aguerrido dos escoceses Mogwai.

### 2015
À quarta edição, o NOS Primavera Sound voltou a afirmar-se como um festival único e de paragem obrigatória na Europa. Entre 4 e 6 de Junho de 2015, passaram pelo Parque da Cidade 77 mil pessoas, de 40 nacionalidades diferentes, que confirmaram assim a melhor assistência de sempre. À semelhança da edição anterior, o NOS Primavera Sound 2015 começou na cidade e o público infantil foi igualmente protagonista desta edição com o MINI NOS Primavera Sound, projecto que convidou pequenos e graúdos a celebrar a Primavera ao som de Clã, B Fachada e Noiserv, com muitos workshops e jogos didáticos.
O cartaz, repleto de nomes de peso, levou 49 bandas aos 4 palcos do festival, destacando as duas atuações da veteran Patti Smith, o regresso aos palcos do grupo de culto The Replacements, o hip hop de Run The Jewels, o rock obscuro dos novaiorquinos Interpol ou a visita de Antony and the Johnsons a interpretar os seus êxitos acompanhado por uma orquestra de quarenta músicos da Casa da Música do Porto.

### 2016
A cidade do Porto recebeu, pelo quinto ano consecutivo, a edição lusa, que aconteceu entre 9 e 11 de Junho no Parque da Cidade.
O NOS Primavera Sound acaba de dar a conhecer o cartaz completo da sua quinta edição. Depois de anunciar a presença do duo francês Air, autores de trabalhos notáveis como “Moon Safari” ou a banda sonora de “As Virgens Suicidas”, o festival revela os nomes que vão passar, de 9 a 11 de Junho, pelo Parque da Cidade, no Porto.
Entre os artistas confirmados destacam-se o ícone do rock PJ Harvey e o rock sonhador e experimental dos islandeses Sigur Rós, além de Brian Wilson num concerto especial do histórico “Pet Sounds” no seu quinquagésimo aniversário, obra máxima da pop do século XX, e que é levada a palco uma última vez.
A estes, juntam-se nomes chave para compreender a música actual: o dream pop dos americanos Beach House, que estão de volta ao Porto depois de esgotarem os espectáculos em Novembro, o regresso ao pop dos Animal Collective, o post rock dos Explosions In The Sky, a apresentação do novo álbum do supergrupo alemão Moderat, os Deerhunter liderados por Bradford Cox, o rolo compressor de rock de Ty Segall and The Muggers ou Julia Holter, autora de um dos álbuns mais marcantes de 2015.
Como é habitual, o festival guarda também espaço para propostas nascidas na década de noventa. Entre os destaques desta edição está o regresso aos palcos da mítica banda de hardcore Drive Like Jehu, os sempre em forma Dinosaur Jr., o rock instrumental e sem amarras de Tortoise, a descarga eléctrica de Mudhoney, o noise metal dos lendários Unsane, os pioneiros do out rock Loop ou o seguro de vida em directo que são os Shellac.
No entanto, o festival alimenta-se principalmente de propostas repletas de actualidade. O hip hop de um dos mcs do momento, Freddie Gibbs, o rock batalhador de Savages, o synthpop dos pujantes Chairlift, as odes etílicas de Titus Andronicus, Dan Bejar a bordo de Destroyer para mostrar o recente “Poison Season”, o baile emotivo de Kiasmos, os aromas pós punk de Parquet Courts, a experimentação de Holly Herndon ou a electrónica tingida de jazz de Floating Points são alguns dos nomes mais em voga do cartaz.
Bandas desta edição:
Air . Algiers . Animal Collective . Autolux . Bardo Pond . Battles . Beach House . [[BEAK>]] . The Black Madonna . Brian Wilson performing Pet Sounds . Car Seat Headrest . Cass McCombs . Chairlift . Deerhunter . Destroyer . Dinosaur Jr. . Drive Like Jehu . Empress Of . Explosions In The Sky . Floating Points (live) . Fort Romeau . Freddie Gibbs . Holly Herndon . Julia Holter . Kiasmos . Linda Martini . Loop . Manel . Moderat . Mudhoney . Mueran Humanos . Neil Michael Hagerty & the Howling Hex . Parquet Courts . PJ Harvey . Protomartyr . Roosevelt . Royal Headache . Savages . Sensible Soccers . Shellac . Sigur Rós . Titus Andronicus . Tortoise . Ty Segall and The Muggers . U.S. Girls . Insane . White Haus . Wild Nothing